# 舟津俊雄
舟津 俊雄（ふなつ としお、1970年3月30日 - ）は、日本の男性声優。81プロデュース所属。石川県出身。旧芸名は船津 俊雄。

## 人物
アニメ、ドラマCD、ボイスオーバーなどで活躍している。
趣味・特技はスキー、器械体操。

## 出演

### テレビアニメ
- ポコニャン!（1993年）
- モンタナ・ジョーンズ（1994年）
- アリス探偵局（1995年、みどりカメ吉、カメ太郎）
- あずきちゃん（1995年、中学生B、係員、大学生、応援団、小山、若原）
- 虹の戦記イリス（1998年、警官ロボ）
- 超速スピナー（1999年、カール）

### 劇場アニメ
- KAZU&YASU ヒーロー誕生（1995年）

### OVA
- BURN-UP W（1996年、子分A）
- 銀河英雄伝説外伝 朝の夢、夜の歌（1998年）

### ドラマCD
- 青空少女隊3（訓練生A）

### 特撮
- 電磁戦隊メガレンジャー（1997年、ネジレッドの声）

### 吹き替え

#### 映画
- ラングーンを越えて

#### 海外アニメ
- ミュータント・タートルズ（1987年テレビ東京版）（ジンギスカン、助手）